# USA 193
USA 193 (también conocido como NROL-21 o L-21), fue un satélite espía militar estadounidense lanzado el 14 de diciembre de 2006. De propiedad de la Oficina Nacional de Reconocimiento, cuyas funciones y propósitos fueron catalogados como información clasificada. 
Tras su puesta en órbita, el USA 193 presentó un funcionamiento defectuoso, por lo que fue subsecuentemente destruido por un misil RIM-161 lanzado desde el buque de guerra USS Lake Erie ubicado al oeste de Hawái el 20 de febrero de 2008.

## Información del lanzamiento
- Fecha del lanzamiento: 14 de diciembre de 2006 a las 21:00:00 UTC[2]
- Vehículo de lanzamiento: cohete Delta II-7920[4]
- Sitio de lanzamiento: Base de la Fuerza Espacial Vandenberg, California, Estados Unidos[2][5]

## Averías y deterioro orbital
Aunque su lanzamiento y puesta en órbita fue exitoso, el satélite perdió contacto con la Tierra en las siguientes horas.
A fines de enero de 2008, reportes anónimos de oficiales estadounidenses indicaron que un satélite espía, luego confirmado como el USA 193, había entrado en una fase de deterioro orbital y se esperaba su caída a la superficie terrestre en unas cuantas semanas. Esto no causó mayor sorpresa entre los aficionados observadores de satélites, quienes habrían predicho la situación por algún tiempo.

## Materiales peligrosos a bordo
Informes de la Agencia Federal para el Manejo de Emergencias indicaban que el satélite USA 193 contenía materiales peligrosos a bordo, como hidracina y berilio, incluso llegando a especular con la presencia de material radiactivo, citando un generador termoeléctrico de radioisótopos. 
El 29 de enero de 2008 una crónica de Associated Press citaba a un general de la Fuerza Aérea de los Estados Unidos diciendo que se habían empezado a elaborar planes de contingencia desde que piezas intactas del satélite "pudieran reingresar en área norteamericana".

## Destrucción

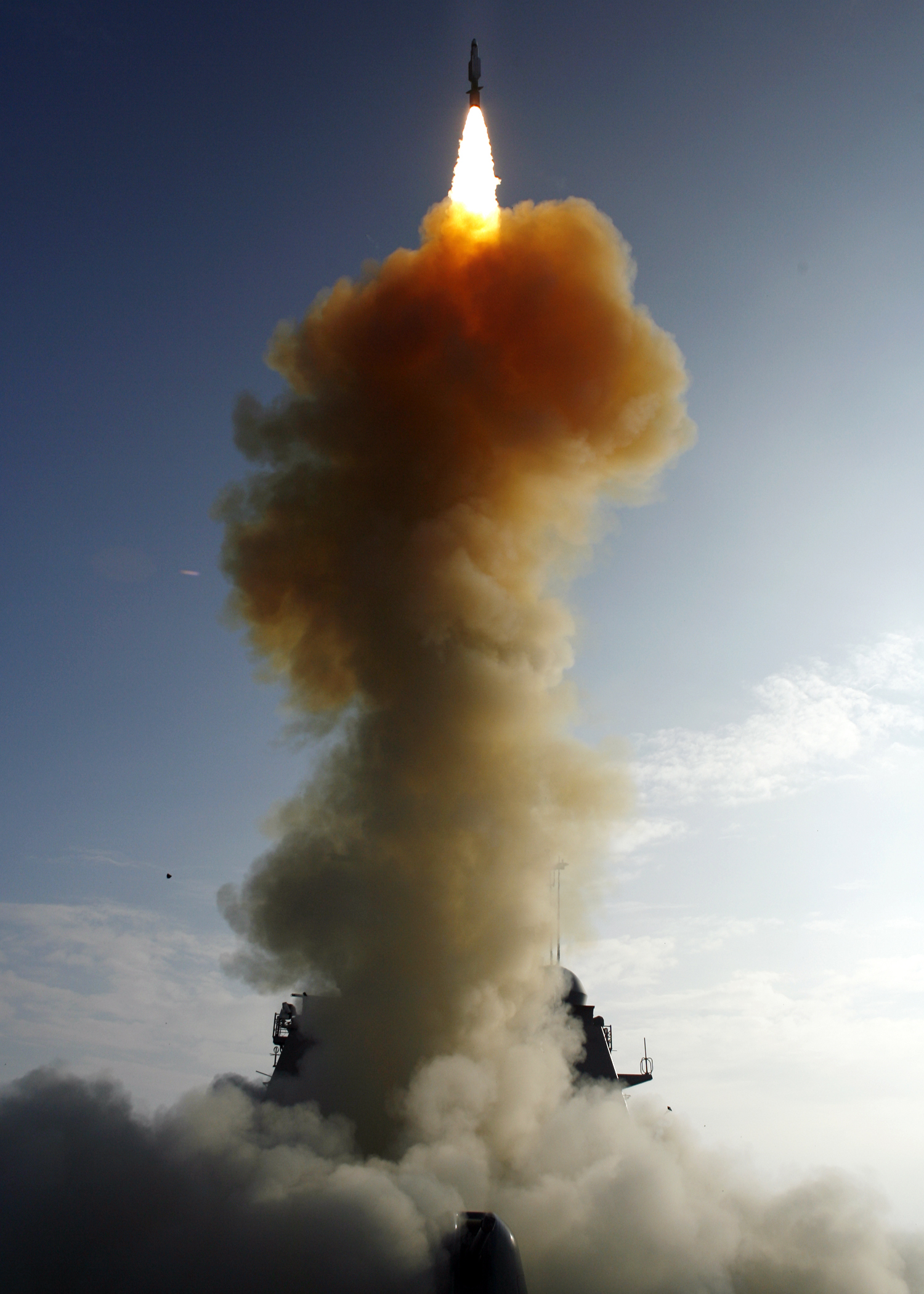
Lanzamiento del misil SM-3 que interceptó al satélite USA-193.

La destrucción planificada del USA 193 con un misil comenzó a reportarse desde el 4 de enero de 2008, lo cual fue aprobado por el Presidente George W. Bush el 12 de febrero. La operación se bautizó como Burnt Frost, y su meta era "romper el tanque de combustible para disipar aproximadamente 1,000 libras (453 kg) de hidracina antes de su ingreso a la atmósfera terrestre".
El 14 de febrero de 2008, oficiales estadounidenses anunciaron el plan de destrucción del USA 193, afirmando que la intención era "impedir o reducir daños a la vida humana" de las "1,000 libras de propergol congelado de hidracina tóxica" que había a bordo, las cuales si llegaran a caer a la Tierra "podrían emitir una nube tóxica de cerca del tamaño de dos estadios de fútbol". El general James Cartwright confirmó que la Armada de los Estados Unidos estaba preparando el lanzamiento de un misil RIM-161 para destruir al satélite, a una altitud de 130 millas náuticas, justo antes de su ingreso a la atmósfera terrestre.
Este misil fue finalmente lanzado el 21 de febrero a las 03:26 GMT desde el crucero lanzamisiles USS Lake Erie, impactando en el satélite a una altitud de 133 millas náuticas (247 km) sobre el océano Pacífico, a una velocidad de unos 36.667 km/h, según afirmaciones del Pentágono. No está claro si el misil alcanzó su objetivo específico, el tanque de combustible. El Departamento de Defensa dijo con un "alto grado de confianza" que el tanque de combustible fue alcanzado y destruido, lo que aún no se ha confirmado. Se espera que los restos del satélite se desintegren a lo largo de cuarenta días, con la mayor parte de la masa satelital reentrando en la atmósfera después de 24 a 48 horas desde el impacto del misil.

## Repercusiones políticas
El costo de la operación Burnt Frost ha sido estimado entre US$40 millones y $60 millones. Oficiales estadounidenses negaron que la acción tuviera la intención de prevenir que tecnología sensible cayera en manos extranjeras, y también negaron que la operación fuera respuesta a la prueba de misiles antisatélite que China llevó a cabo en 2007.
Por otro lado, el ministro de defensa ruso Anatoly Serdyukov acusó a los Estados Unidos de usar la operación como excusa para probar un arma antisatélite, y afirmó que nunca antes se habían necesitado medidas tan extraordinarias para gestionar la caída a la tierra de cualquier artefacto espacial.